# Cun Pheo
Cun Pheo là một xã thuộc huyện Mai Châu, tỉnh Hòa Bình, Việt Nam.
Xã Cun Pheo có diện tích 61,39 km², dân số năm 2019 là 2568 người, mật độ dân số đạt 37 người/km².
Cun Pheo là xã nằm phía Tây Nam của huyện Mai Châu, cách trung tâm huyện Mai Châu khoảng 30 km về phía Tây Nam tiếp giáp với các vị trí sau:
Phía Bắc giáp xã Hang Kia huyện Mai Châu, tỉnh Hòa Bình
Phía Nam giáp với xã Thành Sơn, Trung Sơn, huyện Quan Hóa tỉnh Thanh Hoá
Phía Đông giáp với xã Bao La, huyện Mai Châu, tỉnh Hòa Bình
Phía Tây giáp với xã Xuân Nha huyện Vân Hồ tỉnh Sơn La.